# Otolemur garnettii
El gálago de Garnet (Otolemur garnetti) es una especie de primate estrepsirrino de la familia Galagidae. Es una de las 3 especies del género Otolemur. Es de tamaño algo menor que el gálago moholi. 

## Comportamiento
Como todos sus congéneres es de actividad nocturna, pasando el día escondidos en algún agujero de un árbol, o en la especie de nido que ellos mismos construyen.
Las hembras dan a luz a una o dos crías por año.

## Alimentación
Se alimenta principalmente de frutos, huevos de aves pequeñas e insectos. También siente especial preferencia por la goma o resina  que destilan ciertos árboles de su hábitat.

## Hábitat
Especie altamente adaptable, que se encuentra a lo alto de los bosques tropicales costeros y montañosos, y en  bosques galería ribereños, también es capaz de persistir en los suburbios y áreas forestales altamente fragmentadas, y se encuentran en las áreas cultivadas y a veces urbanas.

## Distribución
Esta especie se extiende desde el río Juba, en el sur de Somalia, hacia el sur a lo largo de la costa este de África hasta el río Ruvuma, en Tanzania, y de aquí a las tierras altas de Kenia. Su localidad más al sur es el extremo norte del Lago Malaui. También está presente en Zanzíbar, las islas Pemba y Mafia, Tanzania. Puede estar presente en Mozambique, pero no existen registros confirmados. Tampoco hay ninguna indicación de que la especie se encuentra en Malaui.